# Víctor Sojo
Víctor Manuel Sojo Jiménez (Puente Genil, 24 novembre 1983) è un hockeista su prato spagnolo.

## Palmarès
- Giochi olimpici

Pechino 2008: argento.
- Europei

Lipsia 2005: oro.
Manchester 2007: argento.
- Champions Trophy

Lahore 2004: oro.
Chennai 2005: bronzo.
Terrassa 2006: bronzo.